# ベルゼンブリュック
ベルゼンブリュック (ドイツ語: Bersenbrück, [ˈbɛrz̩nbrʏk]) は、ドイツ連邦共和国ニーダーザクセン州オスナブリュック郡北部のザムトゲマインデ・ベルゼンブリュックを構成する市で、その本部所在地である。

## 地理
ベルゼンブリュックは、アンクム高地とダンマー山との間、ハーゼ川沿いに位置している。

### 市の構成
本市は、アーハウゼン＝ジッター、ボーケル、ハストルプ、ヘルトマン＝ローベック、プリンゲンハーゲン、タルゲ、ヴォルトルプ＝ヴェーベルゲンの各地区からなる。

### 隣接する市町村
ベルゼンブリュック市は、北はノルトルプおよびバートベルゲン、東はゲールデ、南はリーステおよびアルフハウゼン、西はアンクムと境を接している。

### 気候
北海からの湿った北西風の影響を受ける温帯海洋性気候である。ベルゼンブリュックの年間平均気温は 8.5 - 9.0 ℃、年間降水量は約 700 mm である。5月から8月までの間に平均 20 -25日の夏日がある。

## 歴史
この集落の最初の記録 (Bersinbrugge) は1221年になされているが、周辺の集落が1000年頃にすでに存在していることから、入植がなされたのは記録よりもかなり古いと推測されている。オットー・フォン・ラーヴェンスベルクは1231年にシトー会女子修道院を創設した。それは、「テックレンブルクとのフェーデの際にこの場所で忌まわしい行為を行ったため」（記念碑の碑文による）とされているが、実際には武力外交上の理由が修道院設立の決定的な理由であったと思われる。この女子修道院は1231年から1787年まで存在した。修道院の要望に応えるために、現在のベルゼンブリュック市が同時に建設された。修道会が奨励する隠棲に配慮し、農民たちは修道院から数百メートル離れた場所に定住した。最初の数軒だけは修道院の門前に建てられた。廃止され空き家となった修道院の建物は、やがて行政機関や司法機関が利用した。
現在この集落で暮らす家族の多くは、すでに15世紀の公文書にその名が記載されている。
1885年から1972年までベルゼンブリュックは同名の郡の行政機関所在地であった。この郡は地域・行政改革によって1972年7月1日に廃止され、ヴィットラーゲ郡、メレ郡、オスナブリュック郡と合併して、新たなオスナブリュック郡が成立した。
ベルゼンブリュックは1956年から「市」となっている。ザムトゲマインデ・ベルゼンブリュックは1972年に成立した行政共同体で、アルフハウゼン、アンクム、ベルゼンブリュック、エッガーミューレン、ゲールデ、ケッテンカンプ、リーステで構成されている。

### 市町村合併
1972年7月1日にアーハウゼン＝ジッターとタルゲが本市に合併した。

### 地名について
ベルゼンブリュックの古い地名としては、1221年 Bersinbrugge、1231年 Bersembrugge、1301年 Bersenbrucge、1723年 Berßenbrück がある。この地名は、基礎語として "- brück"（「橋」）を含んでいる。前半部の規定語は川の名前 "Bersina/Birsina" に接尾辞の "-n-" がついたものである。川の名前の由来となった "bheres-" は「速い」という意味である。この川は後に "Hase" という名称になった。これはオスナブリュックが本来はオスナ川（これもハーゼ川の古い地域名の一つであった）に架かる橋という意味であったのと同じ構造である。

## 住民

### 宗教
ベルゼンブリュックの住民は主にローマ＝カトリック信者である。旧ソヴィエト連邦からの移民が定住することで、プロテスタント信者が増加している。だが前述の通り、カトリック教会がベルゼンブリュック最大のキリスト教組織である。
この街には、ローマ＝カトリック教会、福音主義教会、バプテスト教会の組織がある。

### 人口推移
以下の表は、各年の12月31日時点での町域における人口を示している。
数値は、1987年5月25日の人口調査結果に基づくニーダーザクセン州統計およびコミュニケーション技術局の研究結果である。
1961年（6月6日）と1970年（5月27日）の数値は、1972年7月1日に合併した地域の人口を含む人口調査の結果である。
| 年   | 人口（人） |
| ---- | ---------- |
| 1961 | 4,600      |
| 1970 | 5,143      |
| 1987 | 5,598      |
| 1990 | 5,767      |
| 1995 | 7,391      |
| 2000 | 7,751      |
| 2005 | 7,842      |
| 2010 | 7,946      |
| 2011 | 7,962      |

## 行政

### 市議会
ベルゼンブリュックの市議会は 21議席からなる。

### 首長
本市の市長はクリスティアン・クリュッチュ (CDU) である。

### 紋章
本市の紋章は、赤地に銀色で修道院の門とその下に石橋が描かれている。修道院領は修道院廃止後ハノーファー修道院庁に引き継がれた。この役所は現在も最大の土地所有者の1つである。

### 姉妹都市
- タンテニアック（フランス語版、英語版）（フランス、イル＝エ＝ヴィレーヌ県）1998年に初めてベルゼンブリュッカー・ギムナジウムとタンテニアックの Collége Théophile との間で交換留学が行われた。
- グリフィノ（ポーランド語版、英語版）（ポーランド、西ポモージェ県）[7]

## 文化と見所

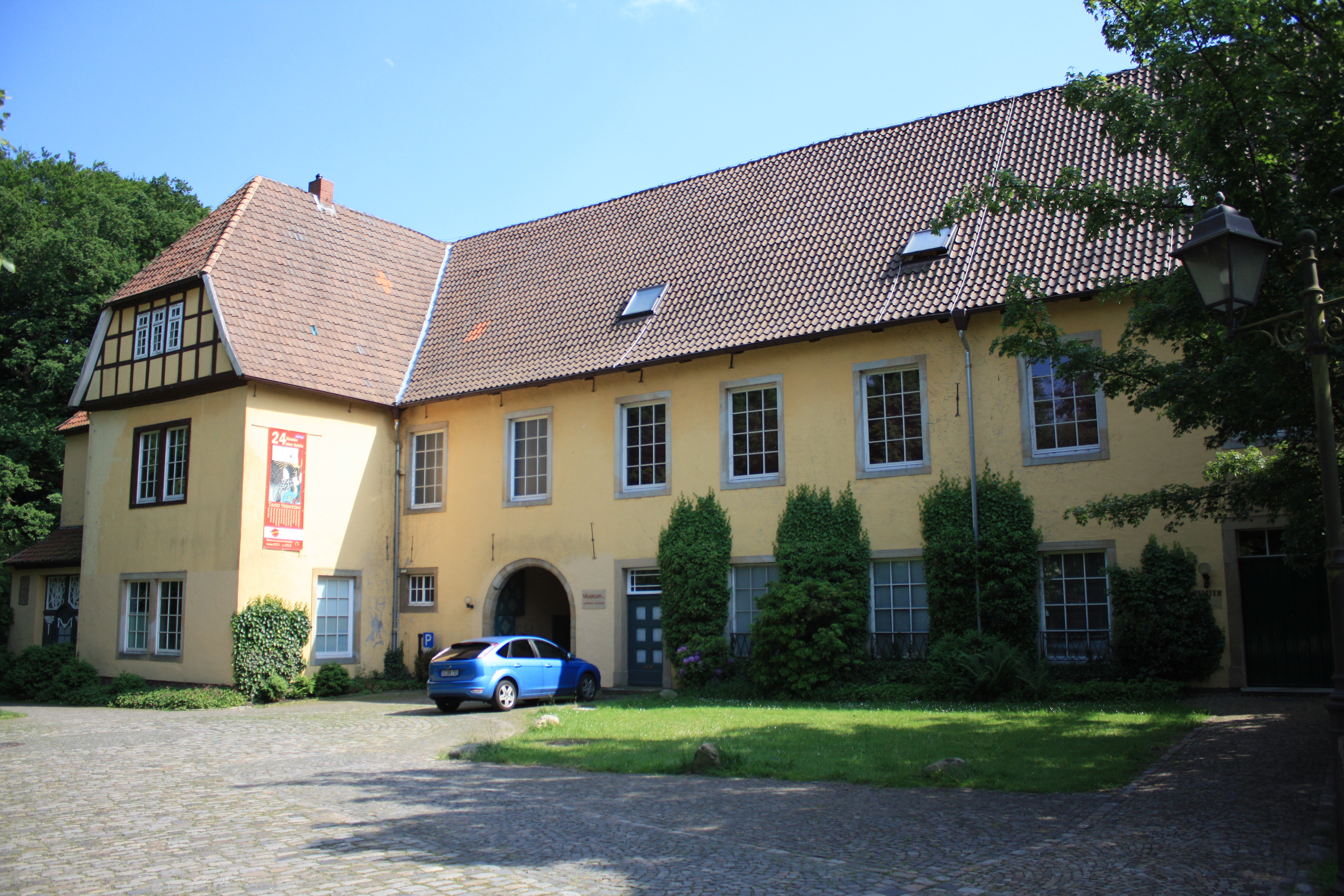
オスナブリュック郡立博物館が入居する修道院の旧食堂

### 博物館
修道院の古い食堂にオスナブリュック郡立博物館が入居している。この博物館は1924年に郡長ヘルマン・ローテルトによって設立された。展示物は主に歴史的文物であり、簡素な地域住民の生活を物語る物である。定期的に現代芸術作品の展示もなされている。
ハーゼ川沿いに文化センター「クラバート」がある。この施設は公益協会によって設立され、2000年に開館した。この公益協会はアート＝ラント芸術協会の後継組織として設立され、1997年に水車内に初めて美術展示室を設けた。この協会には芸術・創作学校が併設されており、敷地外にアトリエを有している。

### 建築

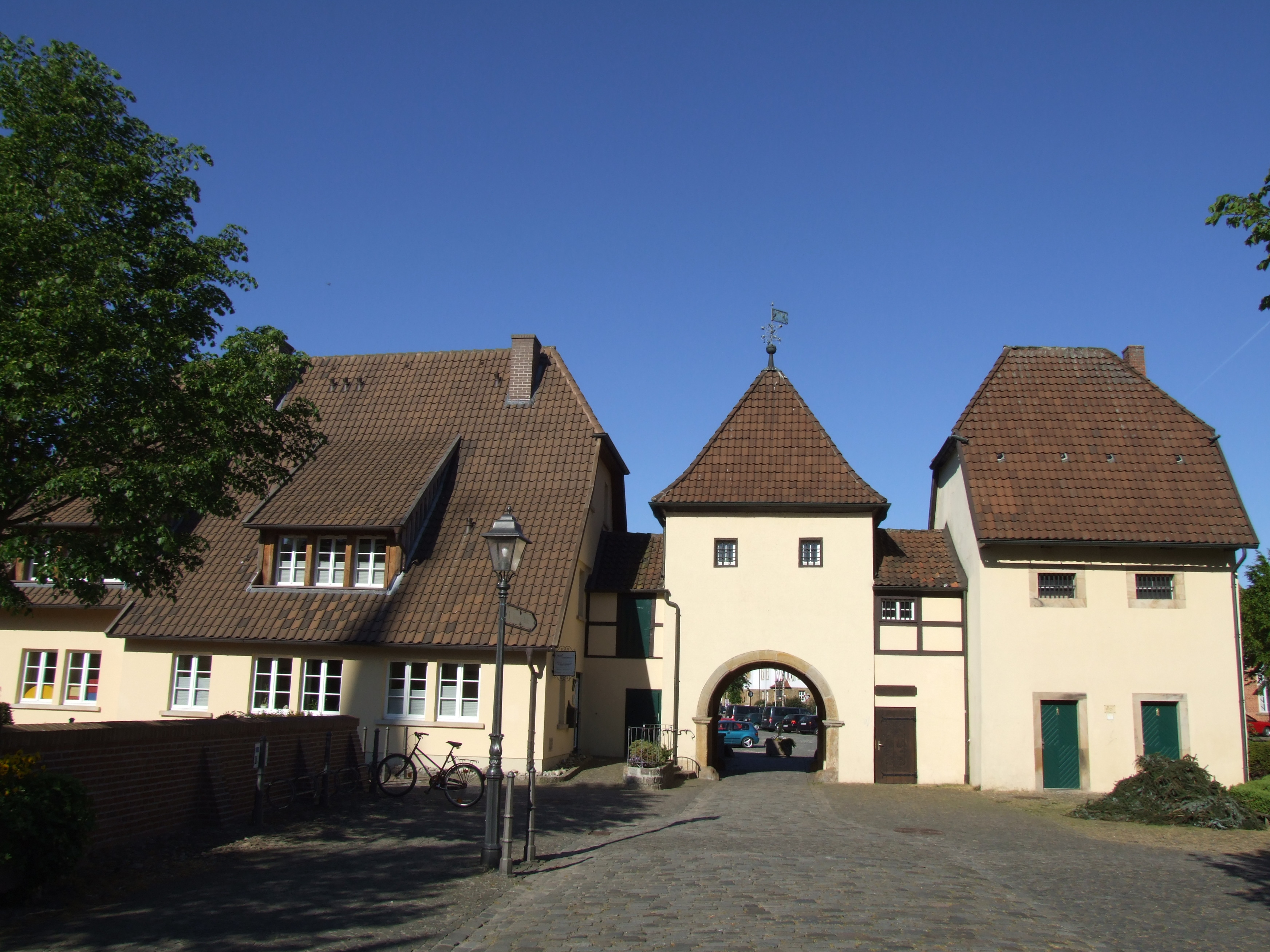
ベルゼンブリュック修道院の入口

ベルゼンブリュックの象徴的建造物は、1700年に女子修道院長ニーフェンハイムによって建設された旧シトー会女子修道院のマルクト広場に向いた楼門（「ポルトハウス」）付きの修道院入り口である。1787年に修道院が廃止された後も、ポルトハウスの北翼に守衛や夜警の住居が残された。1817年にアムト・ベルゼンブリュックが成立した後、2階は牢獄とされた。後に住居となった南翼は、長い間教会の倉庫および酒場として利用された。この門の上に掲げられた「ニーフェンハイム＝ベッツェラー」のバロック様式の紋章は、唯一現存する修道院時代の紋章である。銘文には以下のようにある:「神に栄光を、修道会に装いを、後世の人々のためにこの門を建立する、ベルゼンブリュック女子修道院長マリア・カタリナ・フォン・ニーフェンハイム、1700年10月14日。」

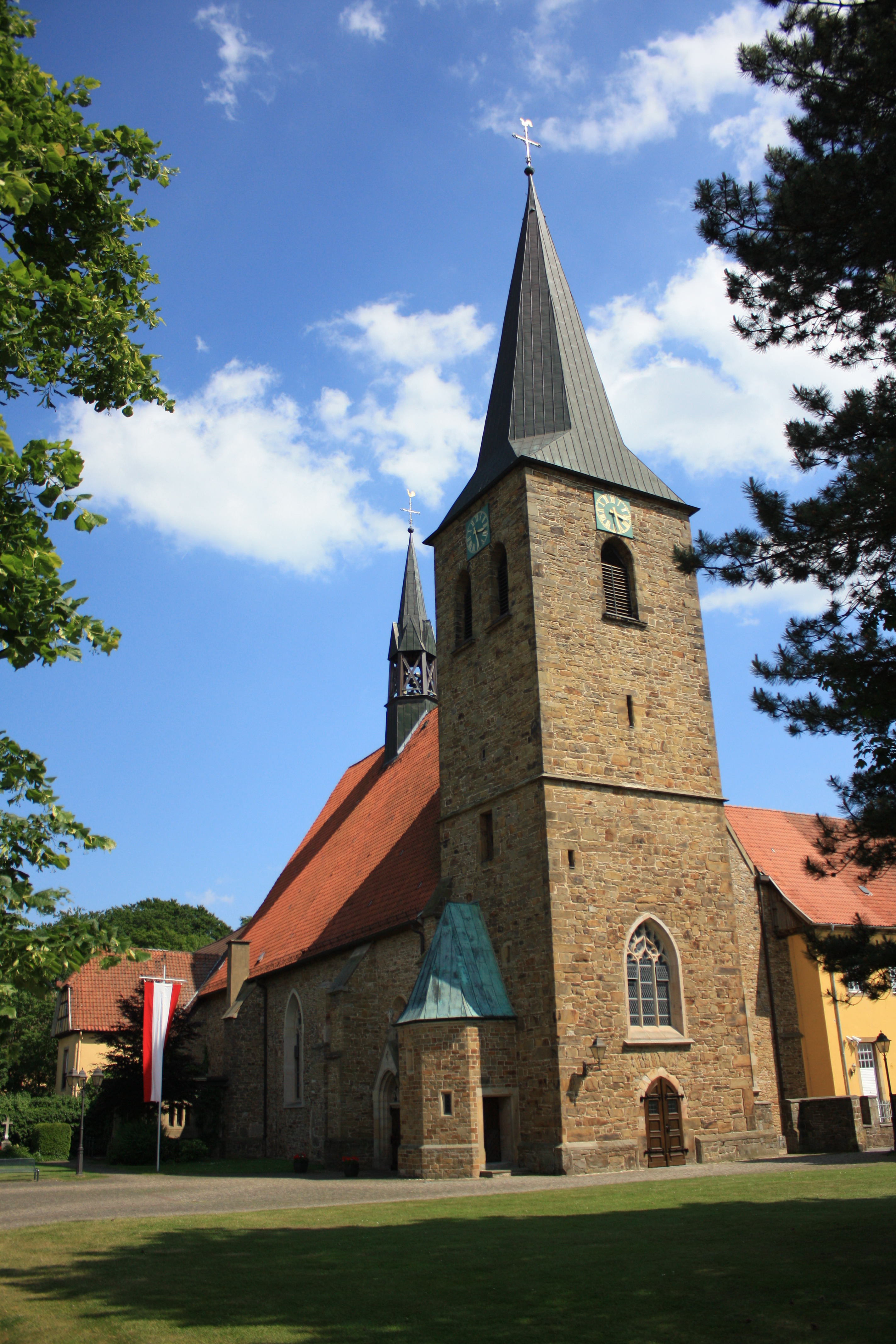
聖ヴィンセンティウス教会

旧修道院敷地内にローマ＝カトリックの教区教会である聖ヴィンセンティウス教会がある。この教会は12世紀、ロマネスク様式からゴシック様式への移行期に建設された。1231年にオットー2世フォン・ラーヴェンスベルクによって創設された旧修道院はそのすぐ隣にあり、現在は区裁判所と郡立博物館が入居している。郡立博物館は1924年に、当時の郡長ヘルマン・ローテルトによって設立された。市庁舎のフランツ・ヘッカー＝ホールは、エルンテツィンマー（収穫室）とともに文化的な見所の1つとなっている。「ナイトウォッチツアー」も見応えがある。

### 公共スペースの芸術
ハーゼインゼル（ハーゼ川の中州）からメッペンまで約 100 キロメートルのハーゼタール芸術ルートがスタートする。ルート沿いの最初の芸術作品は、2005年にマンディール E. Tx. により制作された砂岩像「鯉の王トロンとその王妃」である。この作者は、ハーゼ水車の近くにある文化センター「クラバット」の彫刻家グループの1人である。このグループのメンバー4人は、2006年にプログラム的なタイトル「フェアファル」（没落、衰退、腐朽などを意味する）を持つ木彫作品を制作した。鑑賞者は、年月とともに防腐剤処理をしていない木像が朽ちていく様子を観察することができる。
- 「鯉の王トロンとその王妃」
- 「フェアファル」

### 市の森
修道院施設のすぐ裏でハーゼ川の堤は人為的に分断されている。ハーゼ川とガーゼ運河（ミューレンハーゼ川）に囲まれた市の森「ヘムケ」には漁業学習路がある。
ベルゼンブリュックの北部には森林があり、その北部にはかつての修道院の養魚池がある。この森は今も堀と土塁で判別できる。この南に位置するブラハラントは、女子修道院長ヘドヴィヒ・カタリーナ・フォン・ハーネがその院長時代（1755年 - 1781年）に植林した森である。この森は「ヘドヴィヒス・フロイデ」あるいは「ヘドヴィヒスルスト」とも呼ばれた。現在はこの2つの森全体が市の森「フロイデ」と呼ばれている。

### 年中行事
ベルゼンブリュックの修道院庭園では、1994年から毎年7月から8月にドイツ最大級のレゲエフェスティバルが開催される。このレゲエ・ジャムはベルゼンブリュックの年中行事に一定の広がりを占めるに至った。
タルゲ地区では夏に、国際ミニフィールドサッカー大会を含む2日間のフェスティバルが開催される。タルゲ・オープン・エアは、毎年7月の第2週末にFCタルゲの主催で開催される。
ヴェヒゼルでは2年に1度、自動車展示を伴う「カルトッフェルマルクト」（ジャガイモ市）が開催される。地元の生産者はここで作物を販売し、様々なクラブ、グループあるいは興行師らがマーケットを盛り上げる。
12月の第1週末には修道院庭園でクリスマスマーケットが開かれる。
春の教会祭は、5月の第2日曜日に開催される。

## 経済と社会資本

### 交通
ベルゼンブリュックは連邦道 B214号線および B68号線沿いに位置している。近くを通る連邦アウトバーン A1号線へは、ホルドルフ・インターチェンジおよびノイエンキルヒェン＝フェルデン・インターチェンジを利用する。2004年12月に B68号線のバイパス道路が開通した。これにより市中心部の交通量は明らかに軽減した。ベルゼンブリュックを観光街道「アルトラント＝ルート」が通っている。
鉄道オルデンブルク - オスナブリュック線のベルゼンブリュック駅にはレギオナルエクスプレス RE18（ヴィルヘルムスハーフェン - オスナブリュック）が1時間ごとに発着しており、これによりドイツ鉄道の広域鉄道網に接続している。鉄道交通はノルトヴェストバーンによって運営されている。この路線からベルゼンブリュック - アンクム線が分岐しているが、この路線は1962年以降貨物列車のみが運行している。

### 地元企業
ベルゼンブリュックには多くの中小企業が存在する。そのいくつかは全国的に知られる会社である。
- Culimeta[13]: 熱、電気、音響の絶縁素材。BMWの排気装置などに用いられている。
- H & B ラッキーアヴェルク・ベルゼンブリュック GmbH & Co. KG: 自動車産業の下請け会社
- DP ファールツォイクタイレ[14]: シャーシなど自動車部品の製造・販売
- カレ GmbH（旧カレ・ナーロ GmbH）: ソーセージの人工皮やスポンジクロスの製造、本社はヴィースバーデンにある。
- レアー・コーポレーション（旧グローテ＝ハルトマンGHW）: 自動車部品製造
- ヴァッサーフェアバント・ベルゼンブリュッケン[15]
- ルドルフ・ヴィークマン企業グループ
- ヴルスト・シュタールバウ GmbH: 鉄筋建築など。2007年にノイマイヤー基地III（ドイツ語版、英語版） を完成させ、ドイツ全土で知られるようになった。2011年には経済的に成功した経営と社会貢献に対してn-tv（ドイツ語版、英語版）の中小企業賞「ヒドゥン・チャンピオン 2011」が授与された。

### 公共機関
ベルゼンブリュックはベルゼンブリュック区裁判所の所在地である。市庁舎内にはザムトゲマインデの行政機関と市の行政機関が入居している。このほかに本市に存在する公共機関としては、保健所、獣医局、郡道管理局、オスナブリュック郡北部を管轄する火災技術センター、連邦労働局の事務所である労働局がある。

### 教育
ベルゼンブリュックには、幼稚園が5園ある。このうち1園は言語治療幼稚園、1園はインテグレーション幼稚園、1園が障害児のための幼稚園である。基礎課程学校 1校、上級学校 1校、ギムナジウム 1校、オスナブリュック郡立職業訓練学校 1校がある。
郡立音楽学校もベルゼンブリュックにある。このほかに障害者のための教育・訓練施設として、「パウル＝モーア＝シューレ」がある。この学校は教育者パウル・モーアにちなんで名付けられた。
オスナブリュック市民大学は、様々なテーマに関する定期的なコースを提供している（主に成人教育）。
メディアフォーラムは、オスナブリュック郡とザムトゲマインデ・ベルゼンブリュックとの共同プロジェクトに由来する。このフォーラムはギムナジウムと職業訓練学校との接続棟にある。訪問者は、インターネットカフェ、図書館、ビデオ視聴室が利用できる。図書館は、ギムナジウムおよび職業訓練学校の学校図書館と市立図書館から構成されている。

## 人物

### 出身者
- ハンス＝ゲルト・ペテリング（1945年 - ）政治家。欧州議会議長。